# Чирков, Виктор Викторович
Ви́ктор Ви́кторович Чирко́в (род. 8 сентября 1959, Алма-Ата, КазССР, СССР) — российский военачальник, Главнокомандующий Военно-Морским Флотом Российской Федерации (2012—2016). Адмирал (2012).

## Биография
Родился 8 сентября 1959 года в Алма-Ате.
В 1977—1982 годах учился в Тихоокеанском высшем военно-морском училище имени С. О. Макарова.
По окончании училища проходил службу командиром БЧ-3 (1982—1983), помощником командира сторожевого корабля «Лунь» (1983—1984), старшим помощником командира эскадренного миноносца «Возбужденный», затем - эскадренного миноносца «Влиятельный» (1984—1986).
С 1986 по 1987 год учился на Высших специальных офицерских классах ВМФ. Проходил службу командиром сторожевого корабля «Сторожевой» (1987—1990), командиром большого противолодочного корабля «Адмирал Спиридонов» (1990—1993), заместителем начальника штаба 44-й дивизии противолодочных кораблей (1994), заместителем командира (1994—1996) и командиром бригады противолодочных кораблей (1993—1998).
В 1997 году заочно окончил Военно-морскую академию имени Адмирала Флота Советского Союза Н. Г. Кузнецова; с 1998 по 2000 год — учился в Военной академии Генерального штаба Вооружённых Сил Российской Федерации.
С июня 2000 по июнь 2005 года — начальник штаба войск и сил на Северо-Востоке; контр-адмирал (11.12.2001). С 3 июня 2005 по сентябрь 2007 года — командующий Приморской флотилией разнородных сил Тихоокеанского флота, вице-адмирал (12.06.2006); с 17 июля 2007 по сентябрь 2009 года — начальник штаба Балтийского флота.
8 сентября 2009 года назначен командующим Балтийским флотом.
С 6 мая 2012 по 6 апреля 2016 года — Главнокомандующий Военно-Морским Флотом Российской Федерации.
9 августа 2012 года присвоено воинское звание «адмирал».
В ноябре 2015 года перенёс операцию, после которой проходил реабилитацию. В феврале 2016 года подал рапорт об увольнении из Вооружённых Сил по состоянию здоровья. В апреле 2016 года освобождён от должности Главнокомандующего Военно-Морским Флотом Российской Федерации.
С 1 сентября 2016 года — главный советник президента АО «Объединённая судостроительная корпорация» по военному кораблестроению. Член Морской коллегии при Правительстве Российской Федерации.
Является Председателем Попечительского совета «Клуба адмиралов».
Женат. Имеет двоих сыновей.

## Награды
- Орден «За заслуги перед Отечеством» IV степени,
- Орден «За военные заслуги»,
- Орден «За морские заслуги» (2011)[14],
- Орден «За службу Родине в Вооружённых Силах СССР» III степени,
- Медали СССР,
- Медали РФ.

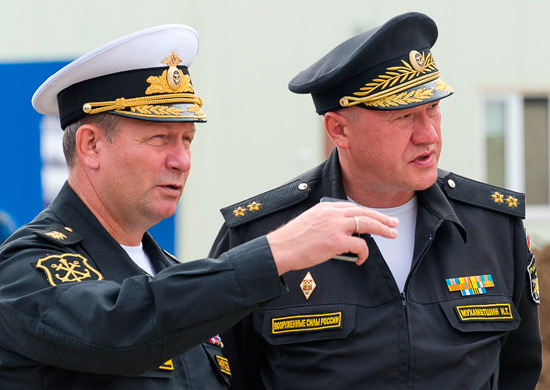
Главнокомандующий ВМФ России адмирал В.В. Чирков в Вилючинске. 2014 г.
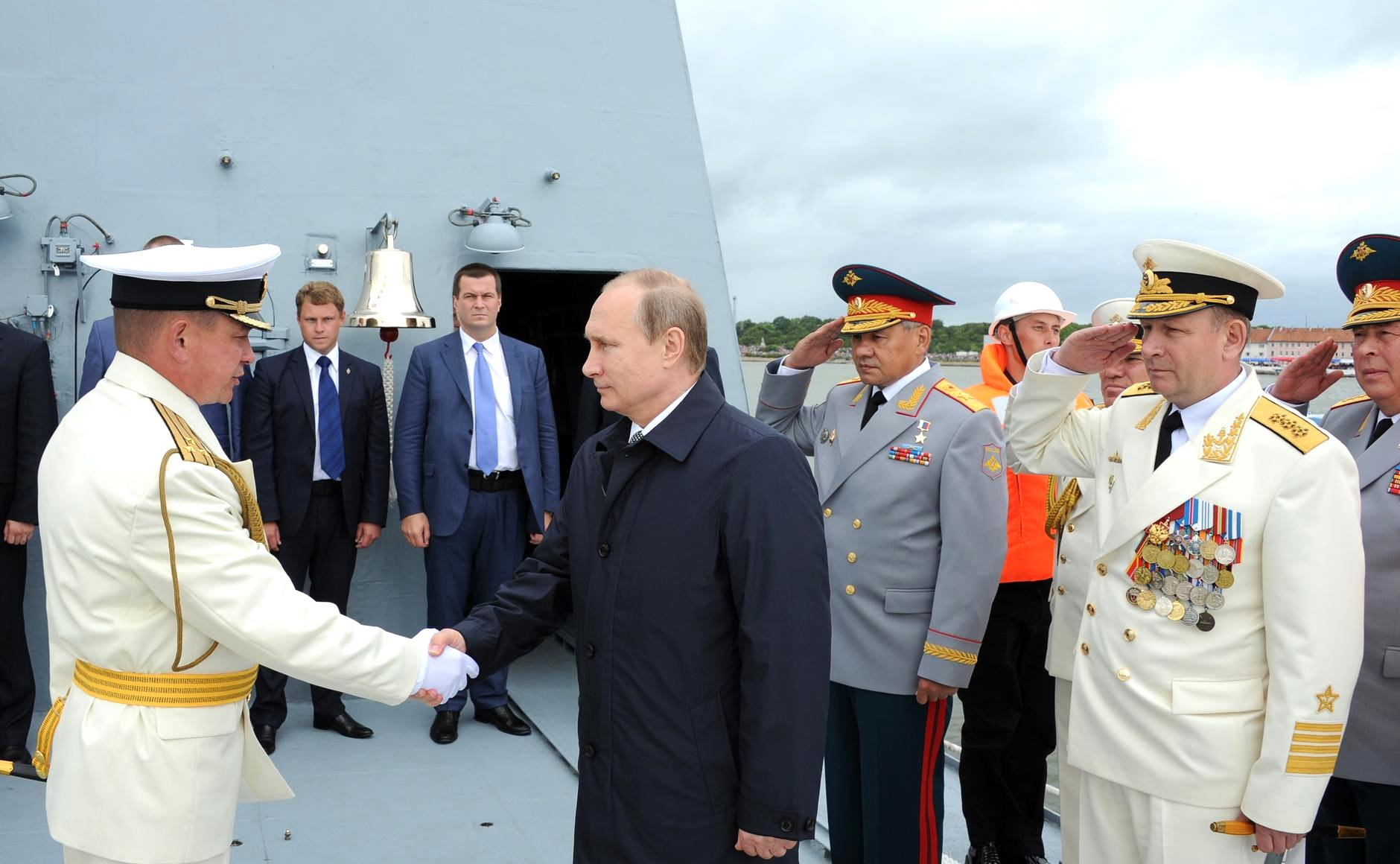
С президентом РФ В. Путиным и министром обороны С. Шойгу на Дне ВМФ в Балтийске. 26 июля 2015 г.
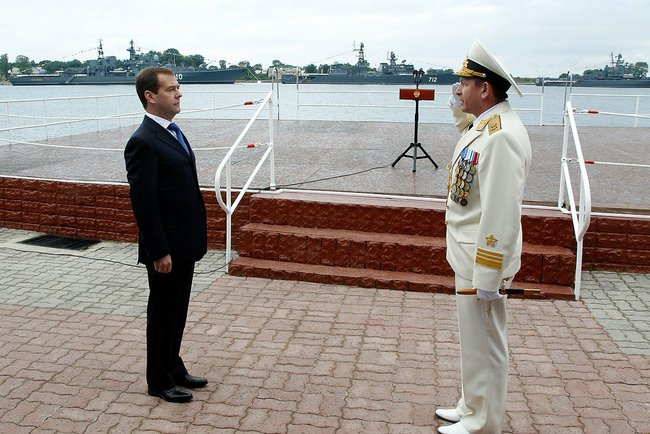
Командующий Балтийским флотом В.В. Чирков докладывает президенту РФ Д.А. Медведеву. 2011 г.
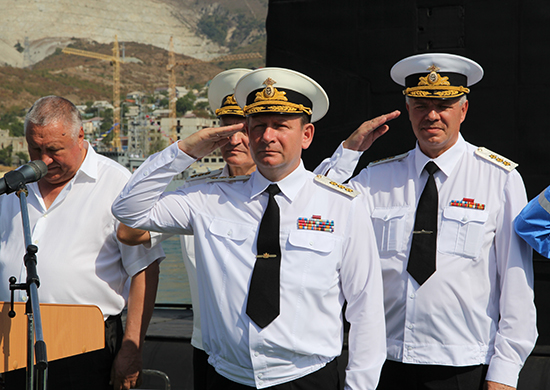
Главнокомандующий ВМФ России адмирал В.В. Чирков на Новороссийской военно-морской базе. 21 сентября 2015 г.